# 书洞站
書洞站（：／ Seodong yeok */?）是釜山地鐵4號線沿線的一座地下車站，位於韓國釜山廣域市金井區書洞。

## 車站結構
站體為2面2線側式月台的地下車站，候車月台設有月台幕門，並有4處出口。

### 月台配置
| 鳴藏 ↑ |
| \| 上  |
| ↓ 錦絲 |

| 月台 | 路線               | 目的地                               |
| ---- | ------------------ | ------------------------------------ |
| 上行 | ●釜山都市铁道4号线 | 忠烈祠、壽安、東萊、美南方向         |
| 下行 | ●釜山都市铁道4号线 | 盤如農產品市場、石坮、古村、安平方向 |

## 歷史
- 2011年3月30日：落成啟用。

## 車站周邊
- 鳴書初等學校
- 書洞迷路市場
- 書2洞治安中心
- 溫泉場站

## 圖片

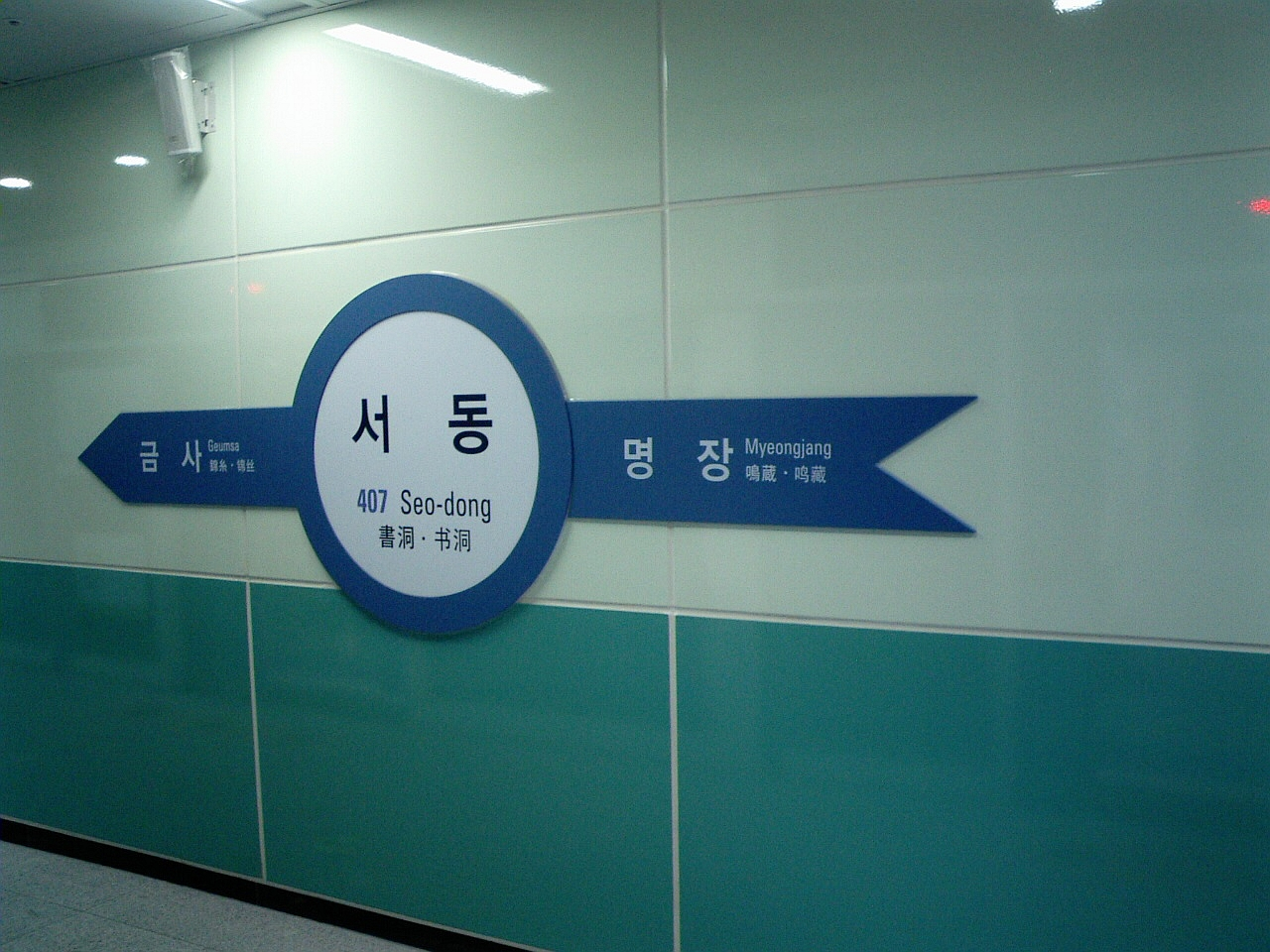
站名牌
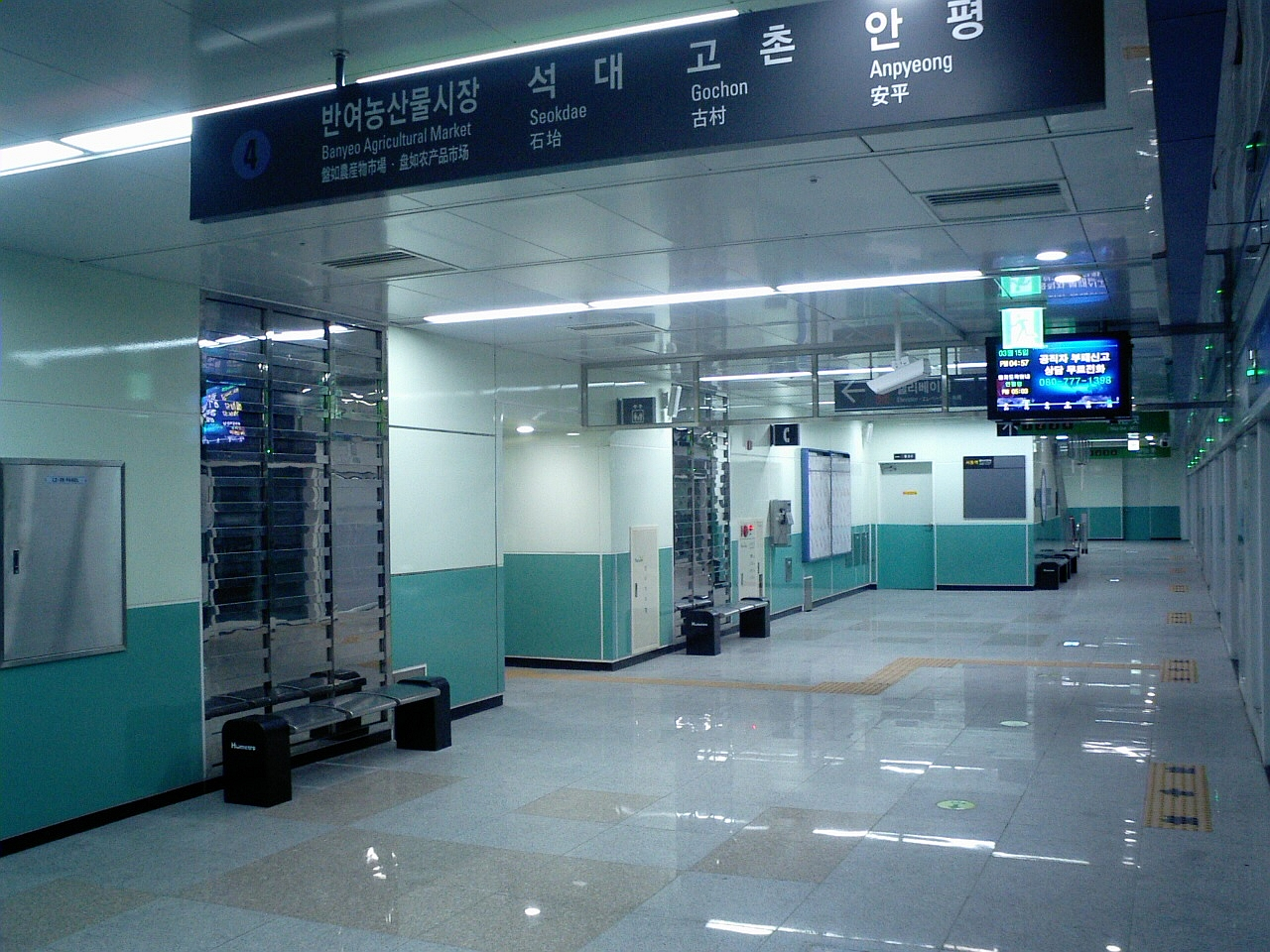
車站通道
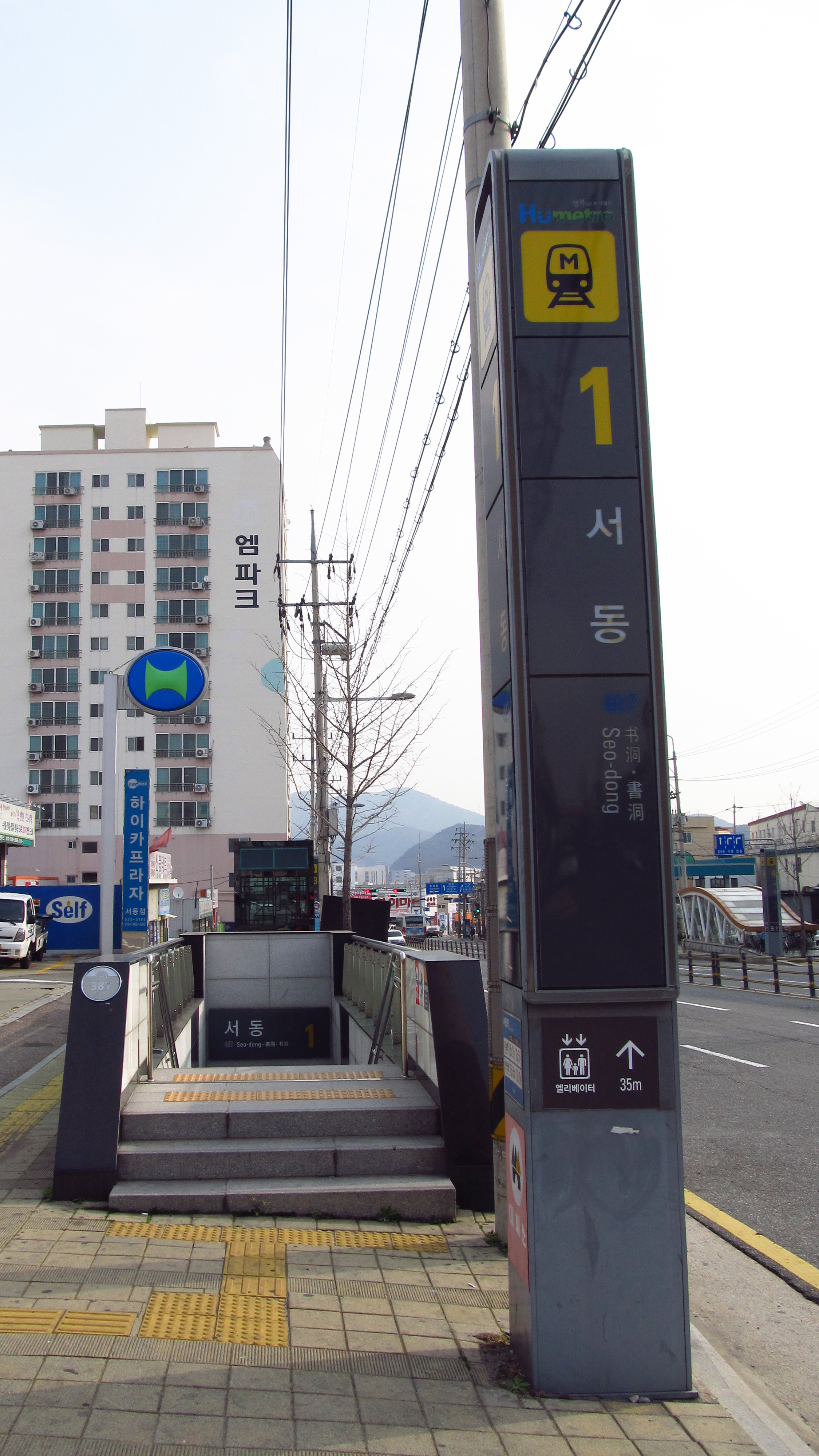
1號出口
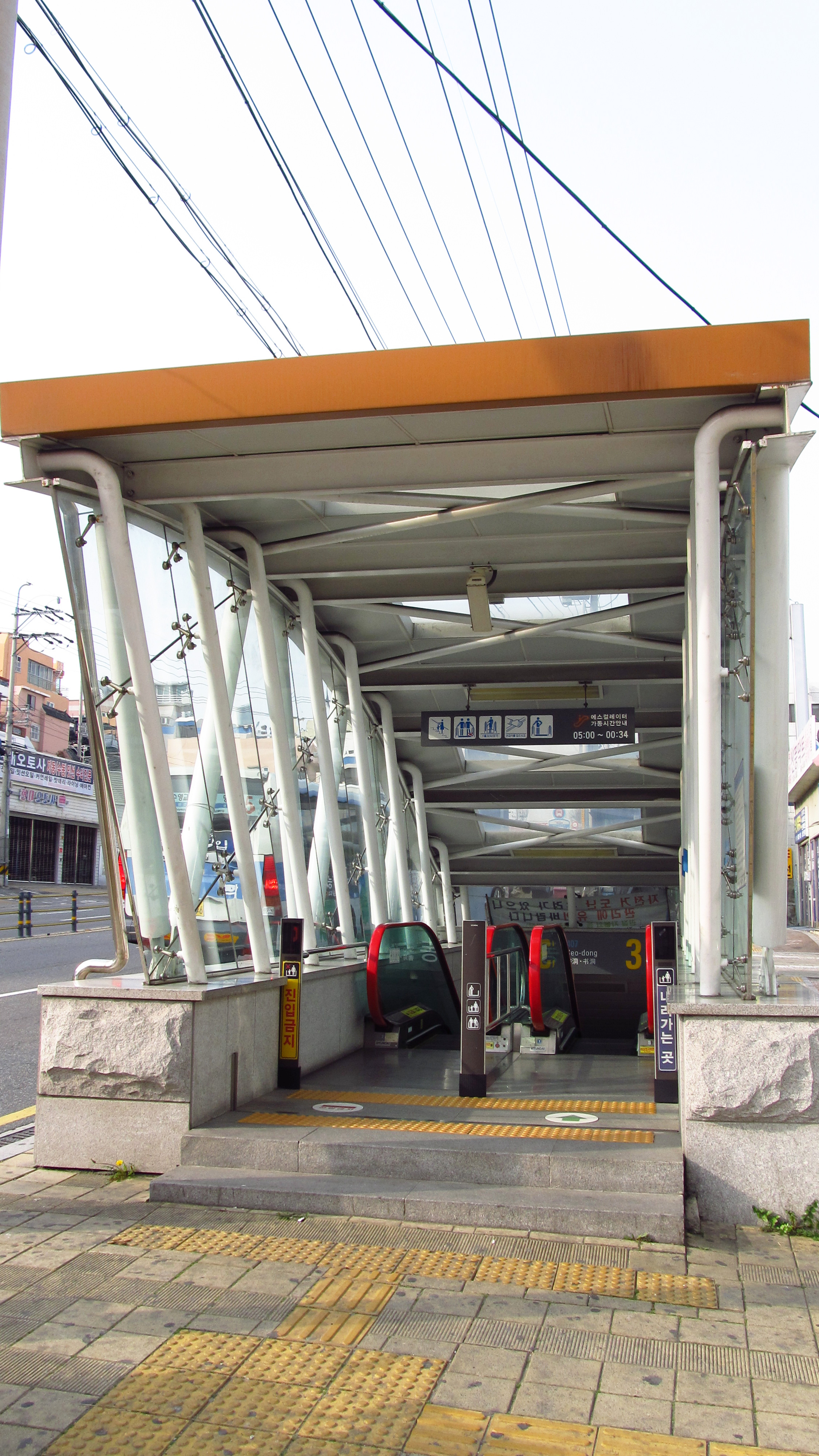
3號出口
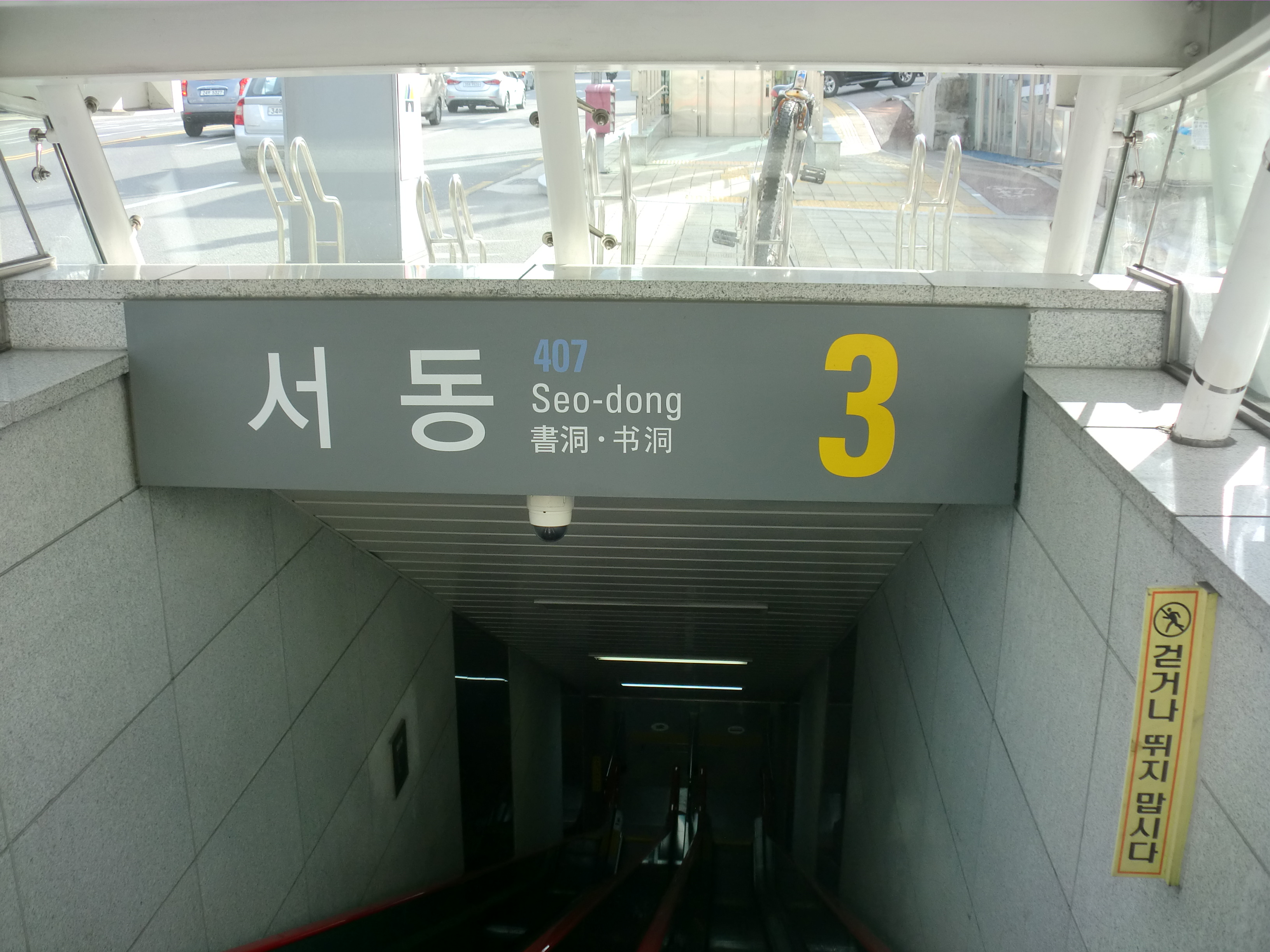
3號出口
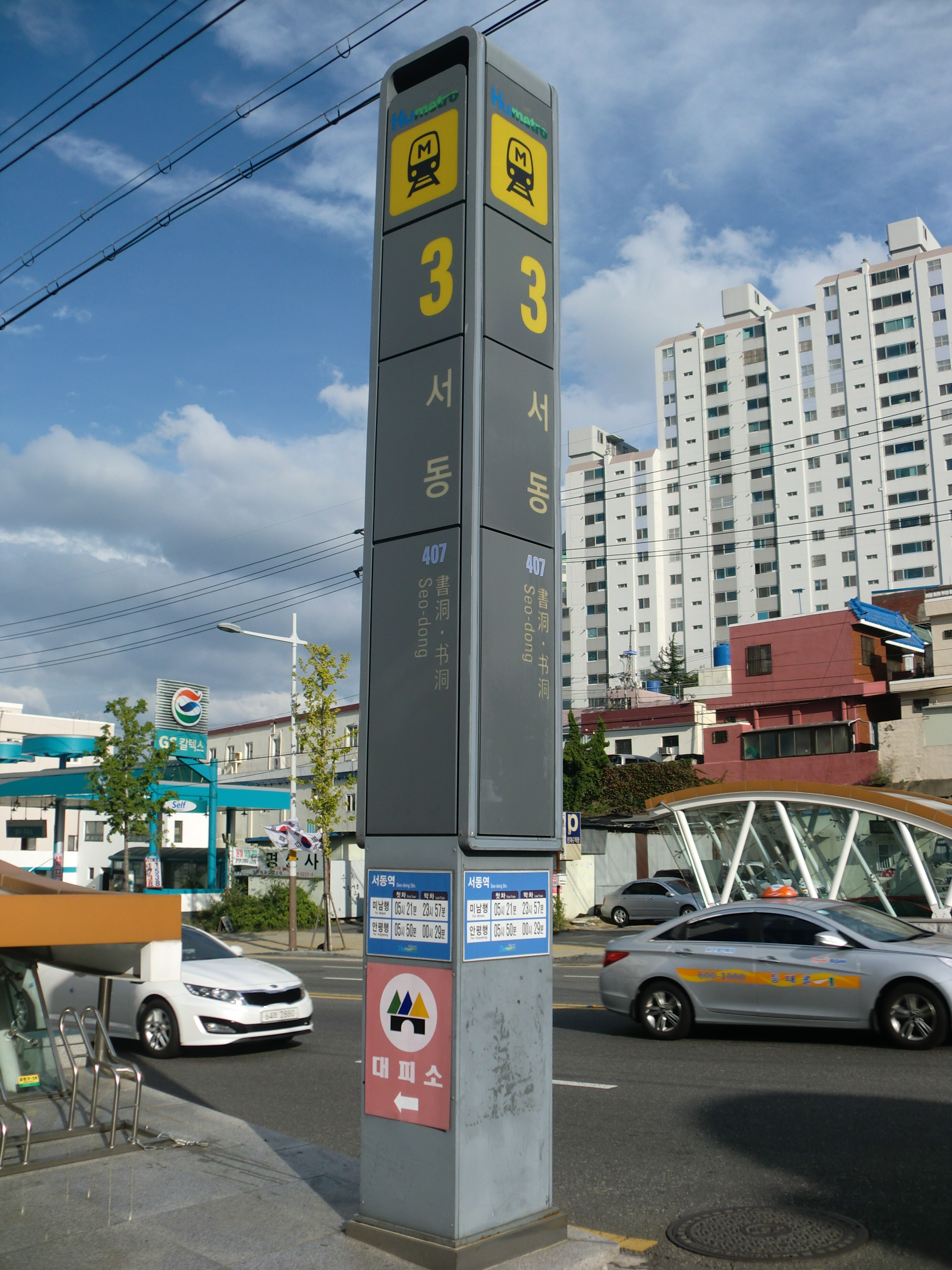
3號出口側柱站牌

## 相鄰車站
釜山交通公社
●釜山都市铁道4号线
鳴藏（406）－書洞（407）－錦絲（408）